# El Far (cim de Susqueda)
El Far és una muntanya de 1.125 msnm que es troba al municipi de Susqueda, a la comarca de la Selva. Al cim hi ha el santuari del Far i a uns 250 metres cap al nord a tocar de la cinglera est, a 1210 metres d'altura, hi ha un vèrtex geodèsic (referència 298095001).
Aquest cim està inclòs a la Llista dels 100 cims de la FEEC.